# Јешенца
Јешенца (словен. Ješenca) је насељено место у општини Раче-Фрам, Подравска регија, Словенија.

## Историја
До територијалне реорганизације у Словенији била је у саставу старе општине Марибор.

## Становништво
У попису становништва из 2011. године, Јешенца је имала 486 становника.
| Број становника према пописима | Број становника према пописима | Број становника према пописима |
| ------------------------------ | ------------------------------ | ------------------------------ |
| 1991                           | 2002                           | 2011                           |
| 386                            | 421                            | 486                            |

Напомена: Године 2017. извршена је мања размена територија између насеља Фрам и Јешенца.